# Margaretha von Waldeck
Margaretha von Waldeck (1533-15 de marzo de 1554) fue una noble alemana, condesa de la casa de Waldeck. Se cree que sirvió de inspiración para Blancanieves, el cuento de hadas de los hermanos Grimm.

## Biografía
Fue hija de Felipe IV, conde de Waldeck-Wildungen (1493-1574), y su primera esposa, Margarethe (1500-1537), hija de Edzard I, conde de Frisia Oriental, de la familia nobiliaria Cirksena. Tuvo ocho hermanos: Ernst (1523/1524-1527), Elisabeth (1525-1543), Samuel (1528-1570), Daniel (1530-1577), Heinrich (1531-1577), Friedrich (1534-1557), Anastasia (1536-1561) y Esther (1537). Según los documentos de la ciudad de Bad Wildungen, era famosa por su belleza.
Desde 1539 tuvo una madrastra muy estricta, Katharina von Hatzfeldt-Wildenburg (1487-1546), y es probable que más tarde von Waldeck se criara en Weilburg en la corte de Felipe III, conde de Nassau-Weilburg.
En 1545 viajó a través de Siebengebirge ("siete colinas") para vivir con su tío materno, Johann Cirksena (1506-1572), en el castillo de Valkenburg, ubicado en la actual provincia de Limburgo, Países Bajos. En 1549, su padre la envió a Bruselas, a la corte de María de Hungría, gobernadora de los Países Bajos de los Habsburgo y hermana de Carlos V, emperador del Sacro Imperio Romano Germánico. La presencia de von Waldeck en la corte estaba destinada en parte a mejorar la relación de su padre con el emperador y ayudar a la liberación de Felipe I, landgrave de Hesse, que había sido encarcelado en Bruselas por su papel en la Guerra de Esmalcalda.
La situación en la corte fue complicada, con bandos, ya que varias personalidades de alto rango luchaban a favor de von Waldeck, incluido Lamoral, conde de Egmont. El hijo de Carlos V, el príncipe heredero Felipe, llegó a la corte de su tía en 1549. Cuenta la tradición que persiguió a von Waldeck durante los pocos meses que estuvo allí, aunque nunca habría podido haber una relación oficial pues ella era luterana.
Tres cartas sobrevivientes de von Waldeck a su padre muestran que su salud fue empeorando de forma continua durante los siguientes años y murió a la edad de 21 años el 15 de marzo de 1554. En las crónicas de Waldeck, se sugiere que habría sido envenenada.

## Inspiración deBlancanieves
En su libro Schneewittchen: Märchen oder Wahrheit? (1994, Blancanieves: ¿cuento de hadas o realidad?), Eckhard Sander defiende que la vida de von Waldeck fue la inspiración para el cuento de Blancanieves. Sin embargo, dado que Katharina von Hatzfeldt-Wildenburg, la segunda esposa de su padre, murió en 1546 y él se volvió a casar en octubre de 1554 con Jutta von Isenburg-Grenzau, su madrastra no era sospechosa en el presunto caso de envenenamiento.
El padre de von Waldeck era dueño de varias minas de cobre; la mayoría de los trabajadores eran niños, y se sugiere que la legendaria referencia a los siete enanitos está relacionada con el trabajo infantil en la mina. Se ha sugerido también que la residencia de los siete enanitos sea el antiguo pueblo minero de cobre Bergfreiheit, ahora un distrito de Bad Wildungen que se hace llamar Schneewittchendorf (pueblo de Blancanieves). Como los enanitos de los cuentos de hadas, los niños trabajadores vivían en grupos de unos 20 en una casa de una sola habitación.